# Argyronome aspasia
Argyronome aspasia är en fjärilsart som beskrevs av Garbowski. Argyronome aspasia ingår i släktet Argyronome och familjen praktfjärilar. Inga underarter finns listade i Catalogue of Life.